# Arnold Gahrton
Arnold Harald Valdemar Gahrton, född 1 april 1893 i Holmby socken, Malmöhus län, död 11 oktober 1976 i Färlövs församling, Kristianstads län, var en svensk läkare.
Gahrton blev student 1913, medicine kandidat 1916 och medicine licentiat 1923 i Lund. Han var amanuens och underläkare på röntgenavdelningen och medicinska kliniken vid Lunds lasarett 1923–1926, praktiserande läkare i Kristianstad från 1927, läkare vid Kristianstads epidemisjukhus 1927–1948 och överläkare där 1948–1959.
Gahrton var marinläkare av andra graden i Marinläkarkåren 1926–1927, bataljonsläkare vid Norra skånska infanteriregementet 1936 och regementsläkare i Fältläkarkårens reserv från 1953. Han var förordnad som fartygsläkare 1923–1926 och var extra läkare vid Karlskrona örlogsstation 1924. Han författade skrifter i invärtes medicin, däribland Förekomsten av gengasskador inom en svensk arméfördelning på vinterutbildning (tillsammans med Gerhard Rundberg, i "Svenska läkartidningen", 1941:25).
Arnold Gahrton var son till en lantbrukare vid namn Per Jönsson. Han var gift första gången från 1927 med gymnastikdirektör Asta de Shàrengrad (1903–1952), dotter till Wilhelm de Shàrengrad och Marianne Thiel, och blev far till Anita Wrangdahl (1930–2005), Gösta Gahrton (född 1932), Birgit Ugander (född 1937) och Per Gahrton (1943–2023). Han gifte sig för andra gången 1953 med Tyra Margareta Jeppsson (1908–1985). Arnold Gahrton är begravd på Färlövs kyrkogård.